# Ahti Toivanen
Ahti Toivanen (* 5. Januar 1990 in Polvijärvi) ist ein ehemaliger finnischer Biathlet. Seine ältere Schwester Laura Toivanen war ebenfalls Biathletin.

## Karriere
Ahti Toivanen startet für Kontiolahden Urheilijat. Seinen internationalen Einstand gab er bei den Biathlon-Juniorenweltmeisterschaften 2008 in Ruhpolding, wo er 70. des Einzels und 50. des Sprints wurde und 51. im Verfolgungsrennen. Ein Jahr später wurde er in Canmore 21. des Sprints, 32. der Verfolgung sowie 16. mit der finnischen Staffel. Seine dritten Junioren-Weltmeisterschaften lief Toivanen 2010 in Torsby. In Deutschland lief er auf die Plätze 50 im Einzel, 18 im Sprint, 16 in der Verfolgung und elf mit der Staffel. Zudem nahm er an den Juniorenrennen der Biathlon-Europameisterschaften 2011 in Otepää teil, wo er 12. des Einzels, 33. des Sprints, 20. der Verfolgung und Vierter mit der Mixed-Staffel wurde. Im Jahr darauf nahm Toivanen in Nové Město na Moravě letztmals an einer Junioren-WM teil und erreichte mit den Plätzen sieben im Einzel, vier im Sprint, 13 in der Verfolgung und nochmals vier mit der Staffel sehr gute Resultate. In Ridnaun nahm der Finne an den Juniorenrennen der Biathlon-Europameisterschaften 2011 teil. Im Einzel wurde sie 17., das Mixed-Staffelrennen beendete die finnische Staffel nicht.
Seinen Einstand bei den Männern gab Toivanen gegen Ende der Saison 2009/10 in Kontiolahti im Biathlon-Weltcup und wurde 90. eines Sprints. In der folgenden Saison startete er mehrfach im Weltcup. Höhepunkt der Saison wurden die Biathlon-Weltmeisterschaften 2011 in Chanty-Mansijsk, wo der Finne 87. des Sprints und mit Timo Antila, Paavo Puurunen und Jarkko Kauppinen 19. des Staffelrennens wurde. In der Weltcup-Saison 2011/2012 startete Ahti Toivanen regelmäßig im Weltcup und konnte beim Sprint in Nove Mesto als 37. erstmals Punkte im Weltcup gewinnen.

## Statistiken

### Weltcupstatistik
Die Tabelle zeigt alle Platzierungen (je nach Austragungsjahr einschließlich Olympische Spiele und Weltmeisterschaften).
- 1.–3. Platz: Anzahl der Podiumsplatzierungen
- Top 10: Anzahl der Platzierungen unter den ersten zehn (einschließlich Podium)
- Punkteränge: Anzahl der Platzierungen innerhalb der Punkteränge (einschließlich Podium und Top 10)
- Starts: Anzahl gelaufener Rennen in der jeweiligen Disziplin

| Platzierung              | Einzel | Sprint | Verfolgung | Massenstart | Staffel | Gesamt |
| ------------------------ | ------ | ------ | ---------- | ----------- | ------- | ------ |
| 1. Platz                 |        |        |            |             |         |        |
| 2. Platz                 |        |        |            |             |         |        |
| 3. Platz                 |        |        |            |             |         |        |
| Top 10                   |        |        |            |             | 3       | 3      |
| Punkteränge              | 1      | 2      |            |             | 29      | 32     |
| Starts                   | 11     | 38     | 10         |             | 29      | 88     |
| Stand: 31. Dezember 2021 |        |        |            |             |         |        |

### Olympische Winterspiele
Ergebnisse bei Olympischen Winterspielen:
|                                         | Einzelwettbewerbe | Einzelwettbewerbe | Einzelwettbewerbe | Einzelwettbewerbe | Staffelwettbewerbe | Staffelwettbewerbe |
| Sprint                                  | Verfolgung        | Einzel            | Massenstart       | Herrenstaffel     | Mixedstaffel       |                    |
| --------------------------------------- | ----------------- | ----------------- | ----------------- | ----------------- | ------------------ | ------------------ |
| Olympische Winterspiele 2014 \| Sotschi | 61.               | –                 | 55.               | –                 | –                  | –                  |